# Tag des Programmierers
Der Tag des Programmierers (russisch День программиста) ist ein russischer Gedenktag, der am 256. Tag des Jahres begangen wird. Das ist der 13. September; in Schaltjahren jedoch der 12. September. Die Zahl 256 ist jedem Programmierer wohlbekannt, es ist die Zweierpotenz 28 und entspricht der Anzahl möglicher Werte eines Bytes (siehe 255 für weitere Erläuterungen).
Der Tag des Programmierers ist ein „beruflicher Gedenktag“. Russland hat einige dieser Gedenktage, an denen jeweils die Spezialisten eines bestimmten Berufes geehrt werden. Diese sind aber keine arbeitsfreien Tage.

## Entstehung des Gedenktags
Der Tag des Programmierers wurde von Valentin Balt und Michael Cherviakov, beides Mitarbeiter des Softwareunternehmens Parallel Technologies, vorgeschlagen. Sie begannen 2002, Unterschriften für eine Petition an die Regierung Russlands zu sammeln, um den Gedenktag offiziell anzuerkennen. 2007 wurde die englischsprachige Internetseite „Programmer Day“ gestartet, um die Idee des Tages weltweit bekannt zu machen.
Am 24. Juli 2009 verabschiedete das russische Ministerium für Kommunikation und Medien den Entwurf einer Rechtsverordnung für den neuen Gedenktag. Am 11. September 2009 unterzeichnete der Präsident Russlands Dmitri Anatoljewitsch Medwedew die Verordnung.